# Zaostrog
Zaostrog (Rastozza) è un comune croato nel sud della Dalmazia. Si trova a 35 km da Macarsca, sulla costa dell'Adriatico.

## Storia
La zona di Zaostrog fu già sede d'insediamento prima di Cristo, come mostra un mulino a mano in granito dell'età della pietra, che è stato rinvenuto nel 1953 nel vicino borgo di Berg Viter. Durante il periodo dell'Impero romano la vita a Zaostrog era culturalmente sviluppata, alcuni reperti di quel tempo sono oggi conservati come monumenti e dimostrano un insediamento illirico.
L'insediamento croato nel corso del VII secolo prese il nome di Ostrog.
Nel 950 l'imperatore bizantino fece di Ostrog una fortezza. Al di sotto della fortezza nacque nel Medioevo su una piana il nuovo insediamento Zaostrog, citato per la prima volta nel 1494.
Nel XIV secolo vi sorse un convento, dapprima gestito dall'Ordine di Sant'Agostino e poi, dal 1468, dall'Ordine francescano. Nel XVII secolo l'insediamento si spostò in parte verso la costa, ma nella parte antica vi furono ancora fino al XIX secolo due chiese. Anche il convento subì nel XVIII secolo un forte sviluppo. All'inizio del XX secolo Zaostrog fu integrato nello stato della Jugoslavia. Poiché il Regno di Jugoslavia nella seconda guerra mondiale fu distrutto dalle potenze dell'Asse, la località, come la conquista Ustascia, divenne un comune dello Stato Indipendente di Croazia. Dopo la fine della guerra esso ritornò nella Jugoslavia.